# Bọ đậu đen
Bọ đậu đen hay Mọt đậu đen (danh pháp khoa học: Mesomorphus villiger) là loài côn trùng cánh cứng thuộc họ Tenebrionidae trong bộ Coleoptera.

## Đặc điểm
Bọ đậu đen di chuyển nhanh, có hình dáng giống như hạt đậu đen. Chúng có tính hướng quang nên thường bay vào nhà với mật độ cao.

### Chất dịch có mùi hôi
Con bọ xịt ra chất dịch có mùi hôi hăng hắc rất khó chịu cho con người, nồng như của con bọ xít để thu hút đồng loại và lưu mùi lại, năm sau cứ theo vết mà đến. Chất dịch này có thể làm phần da người tiếp xúc bị phỏng rộp.

### Môi trường sống
Bọ đậu đen thường sống trong đất ở những nơi khu đất ẩm thấp, nơi có nhiều xác bã thực vật hoại mục ở những nơi như nhà lá, vườn cao su, rừng, vườn cây ăn trái nhưng không gây hại cho thực vật.
Khi bay vào nhà chúng nhằm trần, tường nhà đến chân tủ gỗ, giường, chiếu và các vật dụng khác trong gia đình bám đen đặc. Ấu trùng bọ đậu đen sống chủ yếu dưới lá mục của các vườn cao su.

### Thời gian sống
Bọ đậu đen thường xuất hiện từ lâu, vào đầu mùa mưa khi độ ẩm trong không khí cao, nhất là từ tháng 4 đến tháng 6 hằng năm, thời gian chúng lưu trú kéo dài khoảng 5 tháng trong một năm, hàng tháng khi có trăng lên là bọ đậu đen xuất hiện, vào chiều tối, khi ánh điện của các gia đình bật sáng là chúng bay vào nhà. Vào đầu mùa mưa và nhất là những đêm trăng sáng là thời điểm sinh sản của bọ đậu đen.

## Tác hại
Vì bọ đậu đen tập trung với mật độ rất dày đặc (khoảng vài bao tải) gây cảm giác rất khó chịu, làm hoang mang, lo sợ, gây trở ngại cho sinh hoạt của con người và vật nuôi, dù không gây tác hại cho cây trồng.
Bọ đậu đen không cắn người nhưng khi bị dẫm lên sẽ tiết dịch, chất dịch này có thể làm phần da tiếp xúc bị phỏng rộp. Nhiều em nhỏ bị bọ đậu đen chui vào tai, vào mũi và nằm chết luôn trong đó, gây nguy hiểm nghiêm trọng tới tính mạng.

## Giải pháp
Do bọ đậu đen cư trú trong nhà, vì vậy việc phòng trừ chúng phải sử dụng những loại thuốc ít độc đối với người, gia súc và môi trường. Tuyệt đối không được sử dụng thuốc trừ sâu để phun xịt vì sẽ ảnh hưởng đến sức khoẻ con người, gia súc và môi trường sống. Trước phun thuốc cần điều tra kỹ nơi trú ẩn bọ đậu đen như: trên mái nhà, kẽ nứt vách tường, xung quanh nền nhà, cây trồng gần nhà và phun kỹ nếu không số còn sống sót sẽ tiếp tục bay vào nhà. Khi diệt trừ bọ đậu đen nên phun đồng loạt từng khu vực mới có hiệu quả cao. Khi phun thuốc phải trang bị bảo hộ lao động như: găng tay, khẩu trang, đeo kính bảo vệ mắt...